# Сивоглава нигрита
Сивоглава нигрита (Nigrita canicapillus) е вид птица от семейство Estrildidae.

## Разпространение
Видът е разпространен в Ангола, Бенин, Бурунди, Габон, Гана, Гвинея, Екваториална Гвинея, Камерун, Република Конго, Демократична република Конго, Кот д'Ивоар, Кения, Либерия, Нигерия, Руанда, Сиера Леоне, Судан, Танзания, Того, Уганда, Централноафриканската република и Южен Судан.